# Balmain Tigers

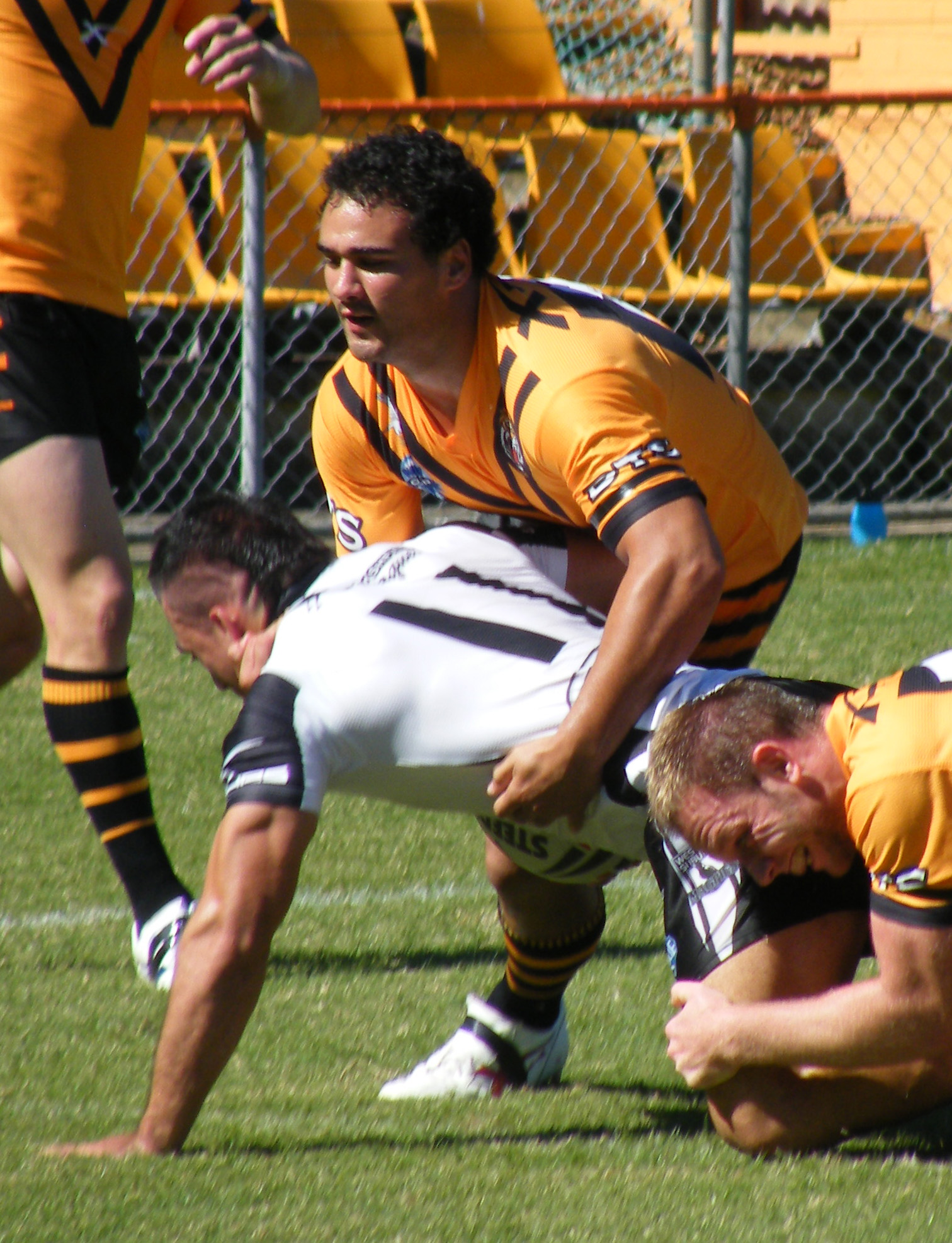
Dos jugadores del equipo luchando por el balón

Balmain Tigers fue un equipo profesional de rugby league de Australia con sede en el distrito de Balmain en Sídney.
Participó en la National Rugby League desde 1908 (siendo uno de los clubes fundadores) hasta 1999.

## Historia
El club fue fundado en 1908, participando en la primera edición de la National Rugby League, finalizando en la sexta posición.
Durante su historia, el club logró 11 campeonatos nacionales. el último en la temporada 1969.
El club cesó sus funciones en 1999 producto de la Guerra de la Super League lo que llevó al club a unirse con los Western Suburbs Magpies para formar los actuales Wests Tigers.
En su última temporada terminó en la 15° posición no logrando clasificar a la postemporada.

## Palmarés
- National Rugby League[2] (11): 1915, 1916, 1917, 1919, 1920, 1924, 1939, 1944, 1946, 1947, 1969
- Minor Premiership (7): 1915, 1916, 1917, 1919, 1920, 1924, 1939